# Organismo alcalofilo
Gli organismi alcalofili, conosciuti anche come basofili, sono microorganismi estremofili capaci di crescere e di sopravvivere in ambienti caratterizzati da livelli di pH compresi tra 8,5 e 11. Normalmente si possono trovare in luoghi altamente basici, come laghi sodici o suoli carbonati.  Il genere più studiato di questo gruppo di microorganismi è Bacillus sp.

## Meccanismi d'adattamento
Gli organismi alcalofili hanno bisogno d'isolare l'interno della cellula dall'ambiente alcalino in cui si trovano, evitando in questo modo la degradazione delle molecole di RNA (non stabile a pH superiore ad 8). Per mantenere il pH neutro interno, questi organismi possono usare due diversi metodo: alcuni evitano l'entrata di residui acidi e protoni grazie ad una forte membrana plasmatica rinforzata da peptidoglicano (come nel caso del B.subtilis), altri invece usano una serie di co-trasporti negativi di protoni, permettendo l'espulsione dei protoni che entrano all'interno della cellula.

## Tipi di organismi alcalofili
Esistono diverse tipologie di organismi alcalofili:
- Alcalofili obbligati: possono sopravvivere solo in condizioni di pH elevato.
- Alcalofili facoltativi: possono sopravvivere in condizioni di pH elevato, ma anche a pH neutro. Principalmente questo gruppo è formato da batteri aerobici non marini, come nel caso del Bacillus spirulina (cianobattere) e degli archeobatteri.
- Aloalcalofili: oltre ad esseri organismi alcalofili sono anche alofili, ed hanno bisogno di condizioni di salinità elevate. La maggior parte di questi microorganismi appartengono al dominio Archaea.